# Arco (arma)

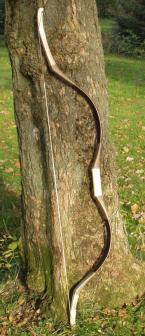
Un arco riflesso unno

L'arco è un'arma da lancio e un attrezzo sportivo.
Un arco è costituito da un elemento flessibile le cui estremità sono collegate da una corda tesa che ha la funzione di imprimere il movimento ad un proiettile, chiamato freccia. Utilizzato come arma da caccia e da battaglia soprattutto nell'antichità, oggi viene utilizzato principalmente come attrezzo sportivo nella pratica del tiro con l'arco, nelle categorie di: tiro alla targa, tiro 3D e tiro dalla lunga distanza.
(Eraclito di Efeso, Etymologicum magnum)
Si ritiene che l'invenzione dell'arco risalga al paleolitico superiore.

## Principio di funzionamento
L'azione dell'arco avviene come segue:
- La freccia viene assicurata alla corda grazie ad un elemento apposito, la cocca, che tuttavia lascerà la freccia stessa libera di sganciarsi al momento del rilascio. Lo stelo della freccia è appoggiato all'arco, sul rest, che si trova all'incirca nel suo punto mediano.
- La corda viene allontanata dall'arco per quanto lo consente la lunghezza della freccia o l'allungo dell'arciere. Così facendo, l'arco accumula energia potenziale sotto forma di energia elastica, grazie alla deformazione elastica dei flettenti.
- La corda viene rilasciata, permettendo all'arco di riprendere la forma originale e di riportare la corda violentemente verso l'arco stesso. In questo modo, l'energia accumulata viene trasferita alla freccia sotto forma di energia cinetica (con una piccola parte dissipata a causa dei fenomeni di attrito ed isteresi): alla freccia è impresso un moto che la proietta in avanti verso il bersaglio. Le dissipazioni di energia si notano soprattutto nelle vibrazioni, susseguenti al tiro, che percorrono tutto l'arco e la corda.

## Elementi dell'arco moderno
Gli archi moderni sono costituiti dai seguenti elementi:
- 2 flettenti o limb che rappresentano la parte flessibile ed elastica;
- 2 tips (parte terminale dei flettenti) su cui viene inserito l'anello della corda;
- la corda, costituita da una serie di fili o stoppini (tipicamente 12-18) attorcigliati a partire dalle estremità in modo da assicurare robustezza ed elasticità;
- 1 riser o parte centrale, tipicamente rigida, che unisce i flettenti.

Sul riser troviamo:
- l'impugnatura o grip;
- il poggiafreccia o rest;
- gli stabilizzatori (solo su archi olimpici e compound), aste di lunghezze e pesi calcolati in modo da ridurre gli sbandamenti dell'arco durante l'azione di tiro. Se ne possono montare 3, fino a formare una "Y" orizzontale avvitata, negli archi più moderni, soprattutto olimpici, di dimensioni più compatte rispetto a quelli da caccia.
- i silenziatori, agganciati, incastrati o cuciti alla corda, per dissipare parte delle vibrazioni in fase di rilascio.
- il bottone, ossia un sorta di frizione che compensa quello che è comunemente chiamato "paradosso dell'arciere", ovvero l'influenza sul volo della freccia dovuta al rilascio manuale.

## Classificazione
Gli archi si possono distinguere nelle seguenti categorie, in base alla forma e al particolare tipo di funzionamento che li costituiscono:
- Longbow o arco lungo: arco gallese (celebre è quello di Robin Hood). La massima espressione del long bow la si ritrova nella Guerra dei Cent'anni ed in particolare nella battaglia di Crecy del 1346 dove gli arcieri inglesi ebbero la meglio sulla cavalleria francese e sui balestrieri genovesi grazie alla potenza dei loro archi e al disciplinato e organizzato uso degli stessi. Originariamente utilizzato dalle popolazioni nordiche vichinghe, ha flettenti stretti e molto lunghi; il riser costituisce la sola impugnatura, con una piccola finestra (rest). Originariamente fabbricato da un unico ramo di legno, ora anche laminato ma sempre monolitico, quando è scaricato dalla corda, a riposo, assume la forma di un'asta lunga e dritta.
- Arco ricurvo: il riser è lungo circa 1/3 di tutta la lunghezza dell'arco, i flettenti sono più corti rispetto a quelli del longbow ma sono più larghi. Il profilo dei flettenti con controcurvatura garantisce un rendimento maggiore rispetto ad un arco lungo di pari libbraggio. Nei ricurvi moderni i flettenti sono spesso smontabili (arco take down). La maggior massa del riser conferisce maggiore stabilità durante la fase di rilascio e quindi maggior precisione. Dall'arco ricurvo sono derivati i moderni archi "olimpici" per il tiro alla targa (cerchi concentrici).
- Arco riflesso: diffusissimo in oriente, ha un'impugnatura corta come il longbow, con cui condivide anche la sezione dei flettenti. Si differenzia per il fatto che questi ultimi sono composti da lamine di corno ed i limb sono di legno e rigidi, il tutto resinato e ricoperto da tendine animale. Inoltre, ha una forma tale che permette di caricare i flettenti notevolmente, in misura maggiore rispetto agli archi di legno. Una volta "scaricato" dalla corda, ovvero a riposo, assume una caratteristica forma a "C".
- Arco compound: arco molto potente e preciso che si basa su flettenti semirigidi associati ad un sistema di leve ad eccentrici (camme).

## Materiali
Il legno più apprezzato per la produzione di archi, in particolare in Inghilterra, era quello di tasso in ragione della sua grande resistenza alla trazione e alla compressione unita a notevole elasticità e durevolezza. I tre quarti degli archi recuperati dal relitto della Mary Rose sono realizzati con questo tipo di legno. Altre tipologie di legno adatte alla costruzione di archi sono olmo, frassino, nocciolo e maggiociondolo. Le corde erano realizzate in fibre naturali come lino, tendini d'animale, crine di cavallo e persino capelli di donna.
Oggi si utilizzano materiali metallici per le parti statiche (alluminio forgiato/fresato) in abbinamento a materiali sintetici/polimerici tra cui fibra di vetro e fibra di carbonio per le parti flettenti.
Le corde moderne sono invece realizzate in dacron fino ad arrivare al Fast Flight che ha una resistenza e rigidità superiore ai cavi d'acciaio.

## Terminologia
- Allungo: è la distanza dal punto di perno (incavo dell'impugnatura dell'arco) al punto di incocco (punto sulla corda che ospita la cocca della freccia), misurata nel momento in cui l'arciere raggiunge, nell'esecuzione del gesto, il massimo della trazione.
- Brace height: distanza arco-corda, ossia la distanza che intercorre tra il punto di perno e la corda, se si aumenta si incrementa la stabilità a discapito della potenza.
- Tiller: differenza tra la distanza corda-flettente superiore e corda-flettente inferiore. Determina il bilanciamento dinamico dell'arco compensando la maggiore sollecitazione del flettente inferiore (la freccia, per ovvie ragioni, deve passare al di sopra del punto di simmetria dell'arco, ovvero l'impugnatura)
- Potenza o libbraggio: espressa in libbre (1 libbra = 453,5 grammi) equivale allo sforzo necessario per tendere l'arco ad un allungo di 26 pollici e 1/4 (1 pollice = 2,54 centimetri). Tale allungo viene per convenzione (norme AMO) denominato 28" (28 pollici). Il simbolo che identifica il libbraggio è #.
- Lunghezza dell'arco: si misura in pollici ed è la dimensione dello sviluppo dell'arco (va misurata seguendone le curve, se presenti).
- Lunghezza della corda: dipende dalla lunghezza dell'arco ma anche dalla sua forma (un longbow di 68 pollici avrà una corda più lunga di un arco ricurvo di 68 pollici).
- let-off: percentuale di riduzione del carico di picco in trazione che si verifica sugli archi compound per merito delle carrucole.

## Tradizioni e innovazioni
Gli archi sono costruiti in modo diverso per cultura o zona. Oltre al tradizionale arco corto di legno attribuito ai greci, esistono i famosi archi lunghi chiamati Longbow in dotazione degli arcieri gallesi prima e inglesi poi.
L'arco riveste una particolare importanza nella storia della Mongolia. L'esercito di Gengis Khan era formato principalmente da guerrieri armati di arco mongolo che combattevano a cavallo. Le tattiche e le formazioni dell'esercito mongolo dell'epoca si basavano proprio su questo stile di combattimento, ed è anche grazie all'arco mongolo che Gengis Khan fondò l'Impero Mongolo, passando alla storia come uno dei più grandi condottieri di tutti i tempi.
Nella cultura Giapponese, l'uso dell'arco yumi è anche un esercizio di meditazione e viene insegnato in scuole "Dojo" con il nome di Kyudo (via dell'arco).
In Ungheria continua ancora la leggenda degli Unni, arcieri a cavallo, famosi per l'ineguagliabile destrezza e rapidità di esecuzione tanto da essere giunti a riuscire a scagliare 12 frecce in 17 secondi a bersagli in movimento (record del mondo detenuto da Lajos Kassai).
Di ultima progettazione l'Arco compound che sfrutta un sistema di leve ad eccentrici che ottimizza la curva di trazione.